# Jasmine Thompson
Pour les articles homonymes, voir Thompson.
 (septembre 2015).
Si vous disposez d'ouvrages ou d'articles de référence ou si vous connaissez des sites web de qualité traitant du thème abordé ici, merci de compléter l'article en donnant les références utiles à sa vérifiabilité et en les liant à la section « Notes et références ».
Jasmine Thompson, née le 8 novembre 2000 à Londres, est une auteure-compositrice-interprète, pianiste, danseuse et actrice britannique.
Le 5 juin 2011, elle poste sa première reprise sur YouTube (The Lazy Song de Bruno Mars). Cinq ans après cette première vidéo, sa chaîne compte 3 068 730 abonnés.

## Biographie
Née le 8 novembre 2000 à Londres, Jasmine Ying Thompson est d'origine anglaise par son père et chinoise par sa mère. Ses parents divorcent rapidement et Jasmine Thompson cherche un refuge dans la musique, encouragée par son frère aîné, qui chante et joue de plusieurs instruments. Elle-même étudie le piano.
En juillet 2013, Jasmine Thompson sort une reprise de La La La de Naughty Boy. En août, elle sort une reprise du single de Taylor Swift Everything Has Changed en duo avec Gerald Ko, une reprise de Let Her Go de Passenger et une reprise du single Titanium de David Guetta. En septembre 2013, elle sort son premier album Bundle of Tantrums qui comprenait La La La, Let Her Go et Titanium.
En septembre 2013, elle publie une reprise de Ain't Nobody de Chaka Khan, qui est reprise dans une publicité pour la chaîne de supermarchés Sainsbury's pour leur propre gamme. La chanson culmine en 32e place sur les UK Singles Chart et Scottish Singles Chart. En octobre 2013, elle sort son premier EP, Under the Willow Tree. Au début de juillet, Thompson soutient le phénomène pop australien Cody Simpson lors de sa tournée acoustique. En septembre 2014, elle sort Everybody Hurts, utilisé à l'automne par la BBC comme bande annonce pour EastEnders.
Elle est la chanteuse du single de Robin Schulz, Sun Goes Down, sorti le 1er octobre 2014 sur YouTube.
En 2015, elle sort un single intitulé Adore, et en avril 2015, elle sort Ain't Nobody avec Felix Jaehn.
Les chansons Sun Goes Down et Ain't Nobody sont de véritable succès planétaire atteignant des centaines de millions de vues sur le site de partage de vidéo YouTube.
En 2016, sa reprise de Mad World de Tears for Fears apparaît dans le générique du film Arès réalisé par Jean-Patrick Benes.
En 2017, elle sort un EP intitulé Wonderland avec le single Old Friends.
Le 2 juin 2017, elle publie sur sa chaîne YouTube en featuring avec Sabrina Carpenter une cover de Sign of the Times de Harry Styles.
En 2018, sa reprise de Mad World est adoptée comme générique par la série Insoupçonnable, diffusée sur TF1 et dont les vedettes sont Melvil Poupaud et Emmanuelle Seigner.
En 2020, elle sort un nouveau single, Funny, en collaboration avec le DJ Zedd.

## Discographie

### Albums studio
| Bundle of Tantrums         | - Sortie : 6 septembre 2013 - Label : N/A (indépendant) - Format : téléchargement | 160 | 8 |
| Another Bundle of Tantrums | - Sortie : 20 avril 2014 - Label : N/A (indépendant) - Format : téléchargement    | 126 | — |

### Singles

#### Artiste principal
| 2013             | Ain't Nobody | 32 | —  | 76 | —  | 32 | —  | Non-album single |
| 2015             | Adore        | —  | 91 | —  | 34 | —  | 39 | Adore            |
| 2015             | Do It Now    | —  | —  | —  | —  | —  | —  | Adore            |
| « — » non-classé |              |    |    |    |    |    |    |                  |

#### Collaborations
| Année             | Titre                                                                   | Classement | Classement | Classement | Classement | Classement | Classement | Classement | Classement | Classement | Classement | Classement | Classement | Classement | Album             |
| Année             | Titre                                                                   | UK         | AUS        | AUT        | BEL (FL)   | BEL (WA)   | DAN        | FRA        | ALL        | IRE        | ITA        | NLD        | SUE        | SWI        | Album             |
| ----------------- | ----------------------------------------------------------------------- | ---------- | ---------- | ---------- | ---------- | ---------- | ---------- | ---------- | ---------- | ---------- | ---------- | ---------- | ---------- | ---------- | ----------------- |
| 2014              | Sun Goes Down (Robin Schulz featuring Jasmine Thompson)                 | 94         | 7          | 3          | 6          | 8          | —          | 15         | 2          | 11         | 62         | —          | 57         | 3          | Prayer            |
| 2015              | Ain't Nobody (Loves Me Better) (Felix Jaehn featuring Jasmine Thompson) | 2          | 6          | 1          | 6          | 7          | 2          | 2          | 1          | 5          | 22         | 1          | 7          | 5          | Non-album singles |
| 2015              | Unfinished Sympathy (The Six featuring Jasmine Thompson)                | —          | —          | —          | —          | 32         | —          | —          | —          | —          | —          | —          | —          | —          | Non-album singles |
| « — » non classé. |                                                                         |            |            |            |            |            |            |            |            |            |            |            |            |            |                   |